# 第百九国立銀行
第百九国立銀行（だいひゃくくこくりつぎんこう）は、大分銀行の前身に繋がる明治期の銀行。
1878年（明治11年）11月、大分県佐伯村（現佐伯市）に設立。資本金5万円。初代頭取には古賀直衛が就任。1898年（明治31年）、国立銀行営業満期前特別処分法により百九銀行に改称。昭和16年、一県一行政策の下、大分合同銀行（現大分銀行）に買収される。

## 沿革
- 1878年（明治11年）11月16日：設立（「大分銀行百年史」では明治12年2月設立）
- 1879年（明治12年）1月13日：開業
- 1898年（明治31年）1月16日：百九銀行に改称
- 1941年（昭和16年）12月26日：大分合同銀行に買収